# Me'ir Jicchak Halevi
Me'ir Jicchak Halevi (hebrejsky: מאיר יצחק הלוי; v roce 1953, Jeruzalém) je izraelský politik a současný starosta města Ejlat.

## Biografie
Halevi se narodil v Jeruzalému v roce 1953, je jemenského původu.

### Politická kariéra
Jako starosta Ejlatu působí od roku 2003. Ve volbách v roce 2008 získal přibližně 50% hlasů.